# PFC Kuban Krasnodar
El FC Kubán Krasnodar es un equipo de fútbol de Rusia que juega en la Liga de Fútbol Profesional de Rusia, la tercera liga más importante del país.

## Historia
En vísperas de la temporada 2018-2019, fue aprobada la licencia en la Unión Rusa de Fútbol y fue encuadrado en la zona Sur de Liga de Fútbol Profesional de Rusia.
Los colores oficiales del club son amarillo y verde y el estadio local es el estadio Kubán con una capacidad para 31.798 espectadores.